# Ética posmoderna
En el siglo XX se da una expansión notable de la teoría crítica y su evolución. La teoría marxista temprana creó un paradigma para la comprensión del individuo, la sociedad y su interacción. La idea del polímata renacentista persiste hasta la Revolución industrial, momento en el que la visión romántica de la acción noble comienza a desvanecerse.
El Modernismo, ejemplificado en las obras literarias de Virginia Woolf y James Joyce, escribe a dios y antihumanistas como Louis Althusser y Michel Foucault y estructuralistas como Roland Barthes hablan de la muerte simultánea del hombre y el autor. Tal y como la teoría crítica desarrolla a finales del siglo XX, el postestructuralismo se pregunta sobre la existencia de la realidad, duda de su existencia. Jacques Derrida habla de la realidad como algo lingüístico, afirmando que No existe nada fuera del texto; según Jean Baudrillard, signos, símbolos y simulacros ya han usurpado la realidad, particularmente en el mundo consumista.
El postestructuralismo y postmodernismo son muy teóricos y siguen un curso antiautoritario y fragmentado, absorbido por actividades narcisistas y nihilistas que ignoran normativas. Esto lleva a opositores a estos movimientos a hacerse eco de la crítica de Jürgen Habermas, quien teme que los estados de ánimo postmodernos representan un alejamiento tanto de las responsabilidades políticas como de la consciencia del sufrimiento (citado en Lyon, 1999, p. 103).
David Couzens Hoy piensa que los escritos de Emmanuel Lévinas y Derrida son signos del giro ético que tiene lugar en la filosofía continental durante los años 1980 y 90. David Couzens Hoy clarifica la ética post-crítica como un conjunto de obligaciones que se presentan a sí mismas como necesarias pero que ‘’ni fuerzan ni son forzadas’’ (2004, p. 103).
Esto concuerda con la idea que el filósofo australiano Peter Singer tiene de lo que la ética no es. En primer lugar, proclama que la ética no es un código particular para un grupo o sección de la sociedad. Por ejemplo no tiene nada que ver con el conjunto de prohibiciones relacionadas con el sexo dadas por las religiones. La ética tampoco es un sistema noble en teoría pero de mala calidad en la práctica (2000, p. 7). Para él, una teoría es buena únicamente si es práctica. Está de acuerdo en que la ética es cierto sentido universal pero de una manera útil , proporcionando las mejores consecuencias y satisfaciendo los intereses de los afectados (2000, p. 15).
Hoy en su modelo postcrítico utiliza el término ‘’Resistencia Ética’’. Ejemplo de ello podría ser la resistencia de un individuo al consumismo a pesar un estilo de vida más difícil o la resistencia a una enfermedad terminal. Describe estos ejemplos en sus libros mediante el compromiso de un individuo en la resistencia social o política. El individuo no intenta utilizar el poder contra sí mismo o para movilizar sectores de población para hacer valer su poder político, la resistencia ética sería la resistencia de los ‘’sin poder’’ (2004, p. 8)..
Hoy concluye:
"The ethical resistance of the powerless others to our capacity to exert power over them is therefore what imposes unenforceable obligations on us. The obligations are unenforceable precisely because of the other’s lack of power. That actions are at once obligatory and at the same time unenforceable is what put them in the category of the ethical. Obligations that were enforced would, by the virtue of the force behind them, not be freely undertaken and would not be in the realm of the ethical" (2004, p.184).
Actualmente, el concepto de los sin poder, incluye a los que no han nacido, a los enfermos terminales, personas mayores, enfermos y animales. En estas áreas la acción ética sería evidente, siendo el objetivo mientras la legislación o el aparato estatal no fuerce un orden ético y aborde las causas de su existencia. Por ejemplo, si la experimentación con animales se convierte en algo ilegal en una sociedad, deja de ser una cuestión ética; Ejemplo de elección ética sería no tener un esclavo en Estados Unidos en el siglo XIX. Este tema es absorbido por el tejido de un orden social utilitario y ya no es una cuestión ética aunque siga siendo una cuestión moral. La ética es ejercida por aquellos que no poseen poder, y por quienes los apoyan a través de la resistencia personal.
- Datos: Q11705565